# Chichibu, Saitama
Chichibu (秩父市 (Trật Phụ thị) Chichibu-shi) là một thành phố thuộc tỉnh Saitama, Nhật Bản.